# Mo-kao
Jeskyně Mo-kao (čínsky 莫高窟, pinyin mò gāo kū), známé též jako Jeskyně tisíce buddhů (Čchien-fo-tung) či Tunchuangské jeskyně, jsou rozsáhlý komplex jeskynních staveb v čínské provincii Kan-su, přibližně 25 km od města Tun-chuang. Oblast byla obydlena již od starověku a ležela na jedné z důležitých křižovatek hedvábné stezky, díky čemuž se jeskyně Mo-kao staly důležitým (zejména) buddhistickým centrem. Časem však byly jeskyně opuštěny a trvalo takřka 900 let, než byly v roce 1900 znovuobjeveny. V jeskyních bylo nalezeno až 60 000 textů všeho druhu a velké množství nástěnných maleb. Díky své kulturní hodnotě byl jeskynní komplex v roce 1987 zapsán na Seznam světového dědictví UNESCO.

## Historie
Podle místní tradice měl v roce 366 jeden z místních mnichů vizi tisíce buddhů, čímž inspiroval k započetí hloubení jeskyň. Počet jeskyň se vyšplhal na více než jeden tisíc. Jeskyně sloužily mnichům jako ubytovací i meditační místnosti. Jelikož ležely na jedné z rušných křižovatek hedvábné stezky, proudily sem davy poutníků i obchodníků. Počet obyvatel jeskyň brzy natolik vzrostl, že se na dlouhou dobu staly jedním z nejdůležitějších buddhistických center. Vzniklo zde ohromné množství nejrůznějších textů, které však byly již na počátku 11. století zazděny a znovuobjeveny až v roce 1900 taoistickým mnichem jménem Wang Jüan-lu. Důvodem zapečetění jeskyní a opuštění místa byla hrozba, kterou představovali muslimští a tibetští nájezdníci.
Poutníci i mniši, kteří zde v dávných dobách žili, kreslili po stěnách malby, které sloužily jak k prostému ozdobení stěn, tak měly určitou funkci při vyvolávání vizuálních představ při meditacích, jejichž vrcholem mělo být probuzení. Nástěnné malby zde pokrývají plochu až 42 000 m². Veřejnosti se staly jeskyně společně s malbami přístupné až roku 1949, tedy takřka půl století po jejich znovuobjevení. Roku 1987 pak byl celý jeskynní komplex zapsán na Seznam světového dědictví UNESCO a dnes je vysoce navštěvovaným místem poutníků i turistů z celého světa.
K nejvýznamnějším objevům v jeskyních patří kopie Diamantové sútry z roku 868. Jedná se o nejstarší dochovanou ručně tištěnou knihu na světě. Kniha byla vytištěna pomocí dřevěných matric, jejím autorem je Wang Ťie.

## Galerie

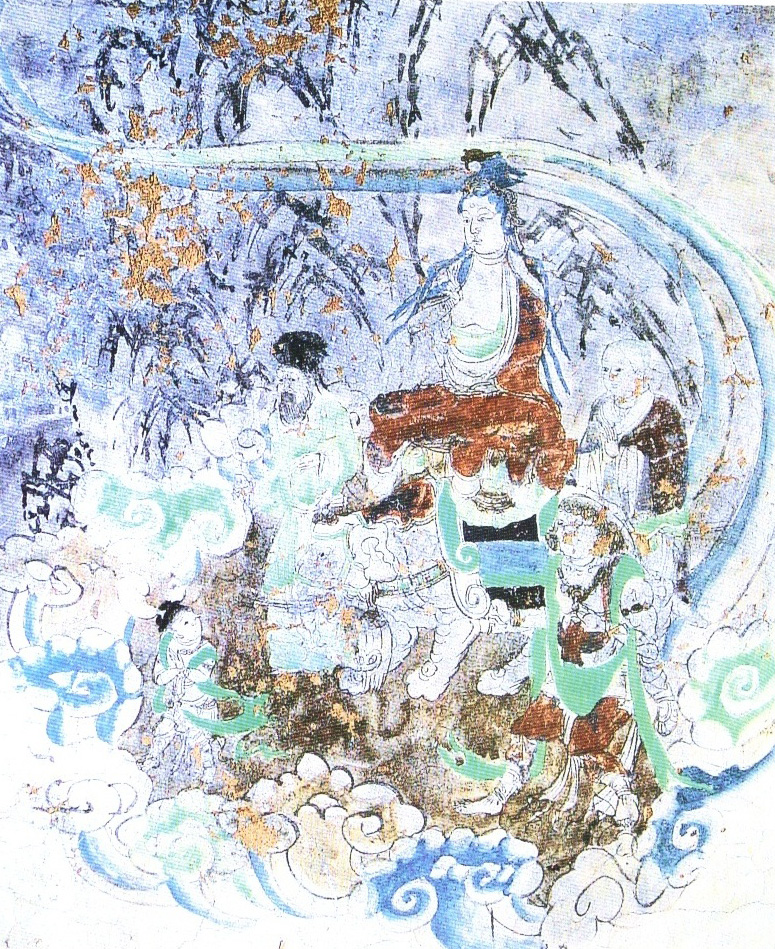
Nástěnná malba představující čínského poutníka Süan-canga patrně při buddhistickém obřadu
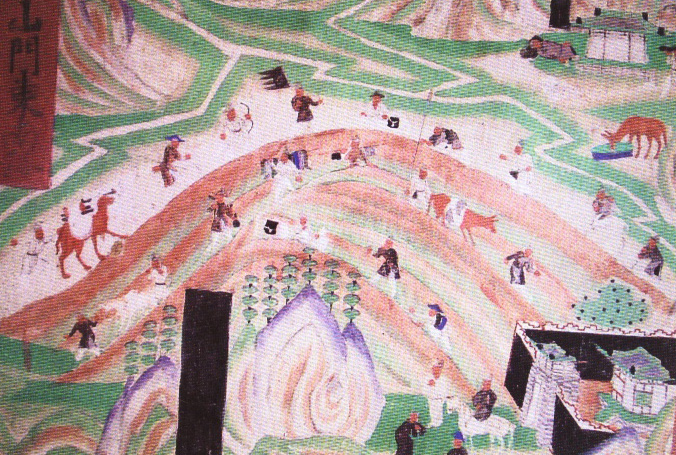
Zobrazení obchodu na hedvábné stezce
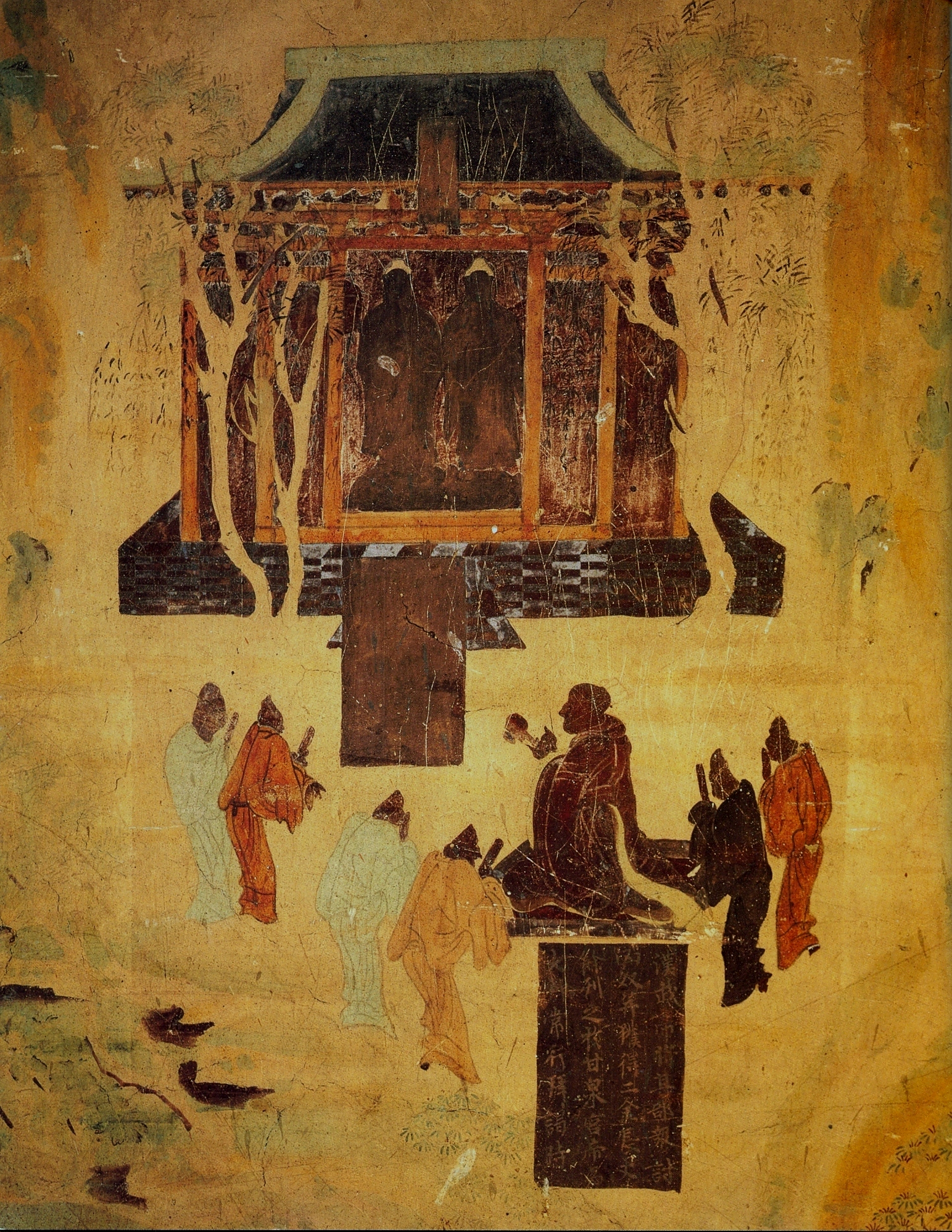
Detail fresky zobrazující císaře Chan Wu-tiho (156–87 př. n. l.) při uctívání dvou soch Buddhy (kolem roku 700)
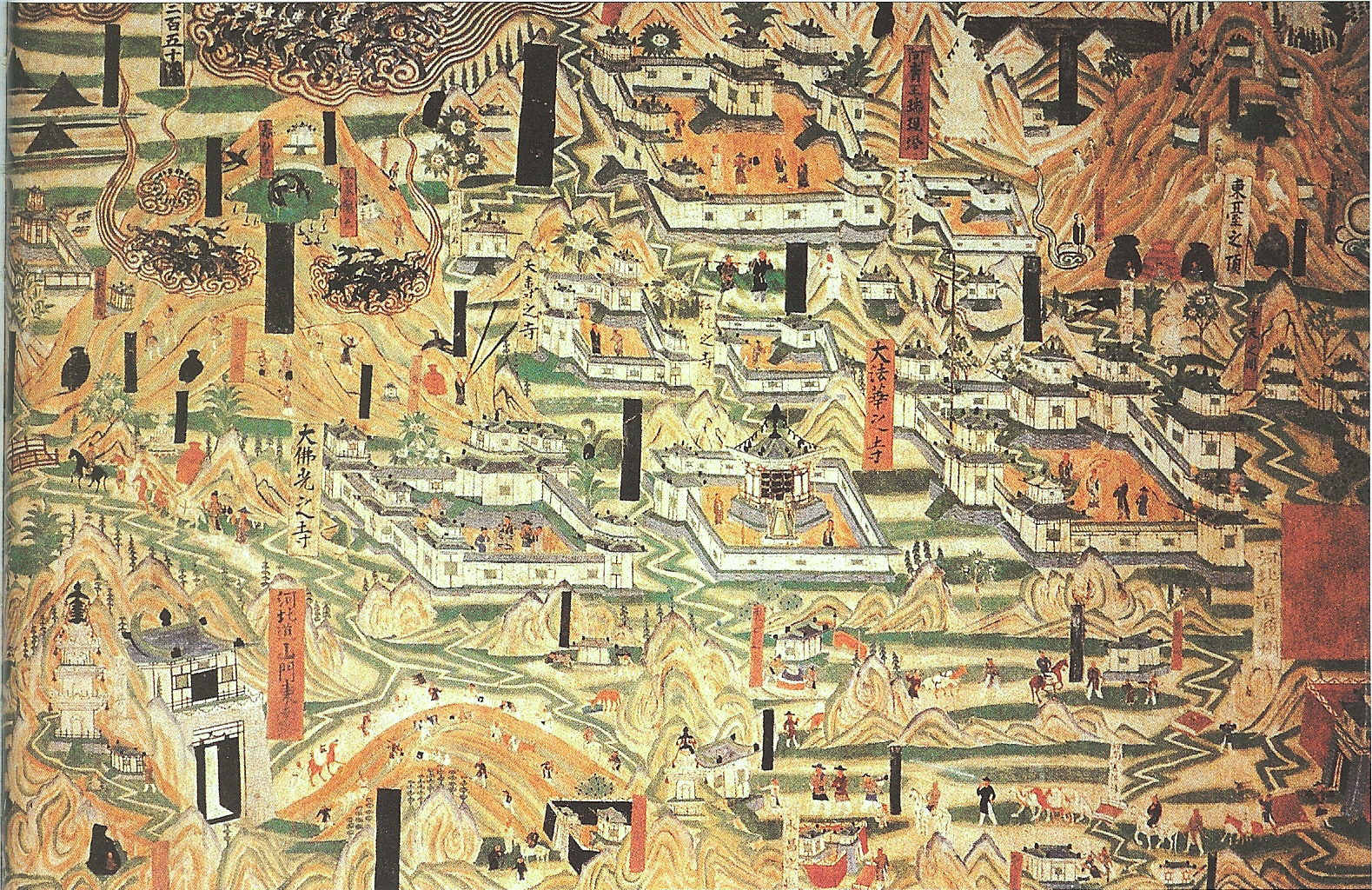
Nástěnná malba z jeskyně č. 61 zachycující buddhistické kláštery na hoře Wu-tchaj z dob dynastie Tchang